# Margit Törnudd
Helene Margareta (Margit) Törnudd, född Niininen 18 januari 1905 i Åbo, död 14 januari 1993 i Helsingfors, var en finländsk författare. Hon var mor till Klaus Törnudd.
Margit Törnudd studerade vid Åbo Akademi. Hon dömdes för dråp på John Engblom 1927. Engblom hade begått sexuella övergrepp mot henne när hon arbetade extra i hans företag under studietiden. Hon benådades av Finlands president Lauri Kristian Relander i december 1929.
Törnudd anställdes vid Helsingfors stads barnskyddsverk 1939, där hon var barnavårdsinspektör 1948–1968. Hon blev filosofie doktor 1957 på avhandlingen Värnlösa barn i samhällets vård: en undersökning rörande värnlösa barn som omhändertagits för varaktig samhällsvård av Helsingfors stads barnskyddsnämnd (1956). Hon utgav romaner och novellsamlingar under sitt flicknamn Margit Niininen, bland annat novellsamlingarna Bakom gallret (1930) och Sökare och syndare (1931). Romanen Tora Markman och hennes syster (1936) är en studie i pubertetspsykologi. I novellsamlingarna Ensamma ansikten (1942) och Sin egen verklighet (1949) gav hon litterär form åt några fall ur sin sociala praktik. 
Hon gifte sig 1930 med Allan Törnudd. Sonen Klaus Törnudd skrev om föräldrarna i boken Berättelsen om Allan och Margit som gavs ut 2008.